# Camburzano
Camburzano ist eine Gemeinde mit 1106 Einwohnern (Stand 31. Dezember 2023) in der italienischen Provinz Biella (BI), Region Piemont.
Die Nachbargemeinden sind Graglia, Mongrando, Muzzano, Occhieppo Inferiore und Occhieppo Superiore. Der Schutzheilige des Ortes ist san Martino.
Das Gemeindegebiet umfasst eine Fläche von drei km².